# Günter Schiemack
Günter Schiemack (* 20. Juni 1923) war Fußballtorwart in Dresden und spielte von 1951 bis 1955 in der DDR-Oberliga, der höchsten Liga im DDR-Fußball.

## Sportliche Laufbahn
Seinen ersten beachtenswerten Einsatz im DDR-Fußball hatte Günter Schiemack im Alter von 28 Jahren am 28. Juli 1951 beim Endspiel um die Fußballmeisterschaft der Sportvereinigung Rotation zwischen den Betriebssportgemeinschaften (BSG) Rotation Dresden und Rotation Babelsberg. Er hütete das Tor der Dresdner Mannschaft, unterlag aber mit seiner Mannschaft und mit eigener schwacher Leistung mit 3:4. Zuvor hatte er bereits für Rotation Dresden in der Reserveoberliga gespielt. Es dauerte bis zur Saison 1952/53, bis Schiemack erstmals Gelegenheit bekam, den langjährigen Stammtorwart Fritz Ritter in der Oberliga zu vertreten. Bereits am 3. Spieltag sprang er für Ritter ein, konnte aber bei seinem 90-minütigen Einsatz die 1:2-Niederlage bei Turbine Erfurt nicht verhindern. Am 15. Oberligaspieltag löste Schiemack Ritter nach der Halbzeitpause ab, nachdem es auswärts gegen Motor Zwickau 0:5 stand. Schiemack konnte anschließend das Dresdner Tor reinhalten. Es folgten bis zum Saisonende weitere fünf Oberligaeinsätze, bei denen Schiemack insgesamt elf Tore kassieren musste. Lediglich gegen Lok Stendal konnte er ein zu Null halten. 1953/54 spielte Schiemack lediglich am 27. Spieltag für zehn Minuten, als die Auswärtsniederlage gegen Rotation Babelsberg mit 2:4 bereits besiegelt war. In der Spielzeit 1953/54, in deren Verlauf die BSG Rotation zum neu gegründeten SC Einheit Dresden wechselte, fiel Fritz Ritter verletzt für 17 Oberligaspieltage aus, in denen Schiemack dessen Posten übernahm. Zuvor hatte Schiemack schon am 1. Spieltag das Tor gehütet. Im Herbst 1955 wurde im DDR-Fußball eine Zwischenrunde eingeführt, um danach nach sowjetischen Vorbild in den Kalenderjahr-Spielrhythmus zu wechseln. Für die in der Oberliga vorgesehenen Spiele hatte der SC Einheit Günter Schiemack noch einmal als Reservetorhüter nominiert, er kam aber nicht mehr zum Einsatz. Stattdessen wurde noch zum Ende der Übergangsrunde der 23-jährige Wolfgang Großstück als zweiter Torwart installiert. Schiemack schloss sich 1956 dem Rest der ehemaligen BSG Rotation Dresden an, der unter gleichem Namen in der fünftklassigen Bezirksklasse spielte. Als Rotation 1958 aus der Bezirksklasse abgestiegen war, wechselte Schiemack zum viertklassigen Bezirksligisten Tabak Dresden, wo er später auch seine Fußballerkarriere beendete.